# Bir Challu
Bir Challu (arab. بئر خللو) – wieś w Syrii, w muhafazie Aleppo, w dystrykcie Manbidż. W 2004 roku liczyła 846 mieszkańców.